# موزه کازا روگ
موزه کازا روگ (به اسپانیایی: Museo Casa Roig) یک خانه‌موزه و گالری تاریخی در هوماکائو، پورتوریکو است. آنتونین نکودوما (۱۸۷۷–۱۹۲۸)، معمار برجسته چک و ساکن پورتوریکو، در سال ۱۹۲۰ این بنا را به عنوان محل سکونت آنتونیو روگ ساخت.

## توضیحات
کازا روگ به سبک مدرسه پریری در سال ۱۹۲۰ ساخته شده است. ساختمان آن دارای بوته چلیپایی است و دو طبقه و یک زیرزمین دارد. این بنا از بتن و چوب ساخته شده که به طرز مجللی با شیشه‌های رنگی و موزاییک تزئین شده‌است. طراحی ساختمان از سبک لوئیس سالیوان معمار پیروی می‌کند، اما به سبک منحصر به فرد معمار مشهور آمریکایی فرانک لوید رایت (۱۸۶۷–۱۹۵۹) ساخته شده‌است.
این خانه تا سال ۱۹۵۶ مسکونی بود. از آن به بعد تا ۱۳ اوت ۱۹۷۷ بسته باقی ماند، زمانی که وارثان آنتونیو روگ اقامتگاه را به دانشگاه پورتوریکو اهدا کردند و دانشگاه هم مأموریت بازسازی و حفظ ساختار را پذیرفت. کار مرمت توسط معماران اتو ریس و تام مارول در مدت ۱۰ سال انجام شد. کازا روگ درهای خود را در سال ۱۹۸۹ به روی عموم باز کرد و از آن زمان به عنوان شاهدی از سبک مدرسه پریری که از کارائیب اقتباس شده، به عنوان مرکزی برای انتشار فرهنگی عمل کرده‌است. کازا روگ در میان بهترین آثار نکودوما در نظر گرفته می‌شود و تنها ساختار مسکونی ساخته شده توسط این معمار می‌باشد که هنوز به‌طور کامل باقی مانده‌است.
این بنا در سال ۱۹۷۷ در فهرست ملی اماکن تاریخی ایالات متحده ثبت شد.
در سپتامبر ۲۰۱۷ و در جریان توفند ماریا در پورتوریکو، سقف موزه آسیب دید.

## نگارخانه

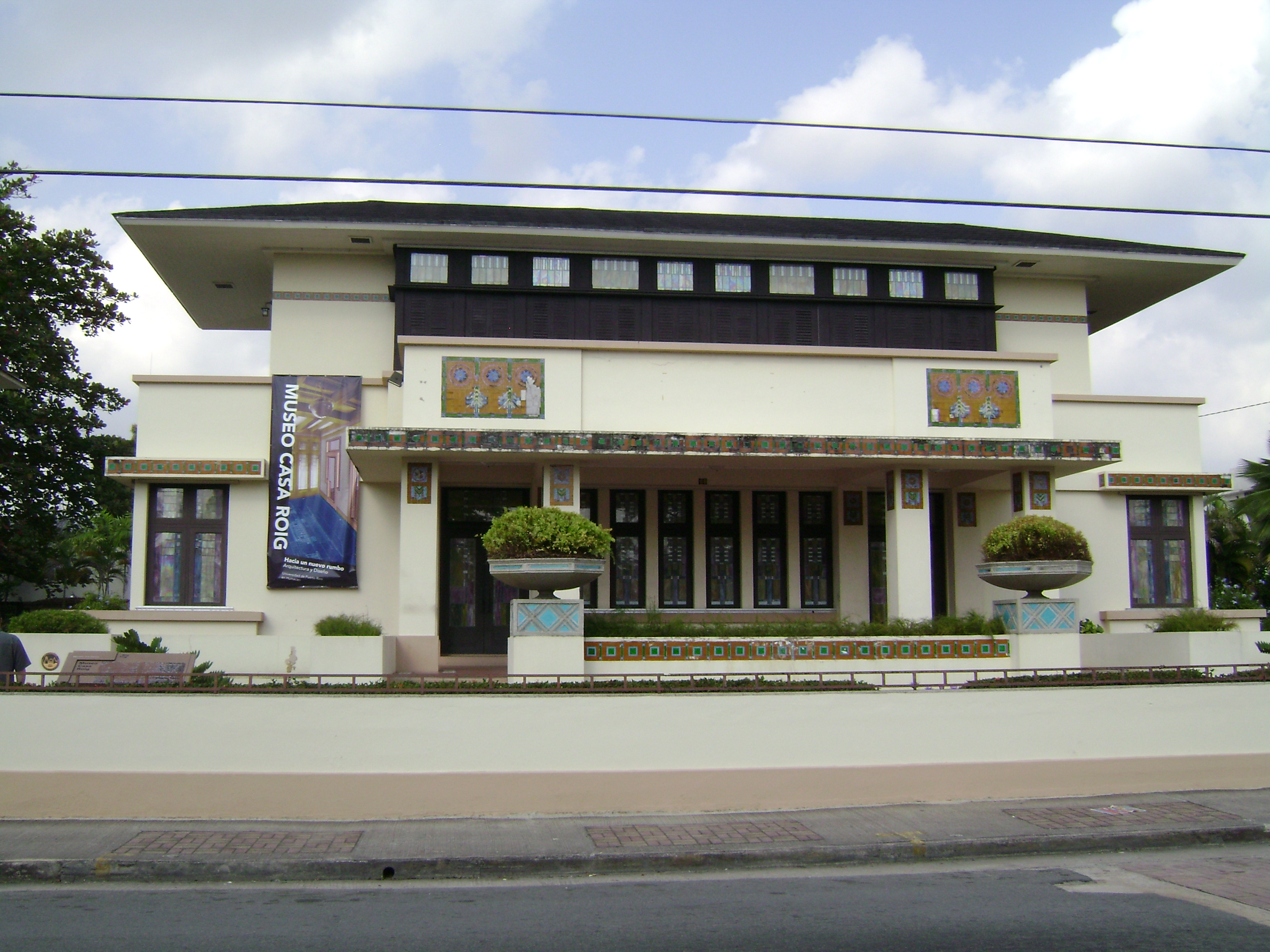
کازا روگ در ۲۰۱۰